# Leionema ellipticum
Leionema ellipticum är en vinruteväxtart som beskrevs av Paul G. Wilson. Leionema ellipticum ingår i släktet Leionema och familjen vinruteväxter. Inga underarter finns listade i Catalogue of Life.